# Boeing F2B
Boeing F2B – amerykański dwupłatowy myśliwiec z lat 20. XX wieku, przeznaczony dla US Navy, używany m.in. przez grupę akrobacyjną Three Sea Hawks, znaną z latania w ciasnej formacji.

## Projekt i rozwój
Pierwotnie Boeing Model 69 został zainspirowany wynikami testów samolotu FB-6, napędzanego przez silnik gwiazdowy Pratt & Whitney R-1340B Wasp. Boeing zdecydował się na użycie tego samego silnika w samolocie zaprojektowanym specjalnie do operacji z lotniskowców, używając tego samego spawanego kadłuba i skrzydeł z drewnianą ramą jak w Modelu 15, zamontowano jednak duży spinner w celu zmniejszenia oporów powietrza w pobliżu silnika (pomysł zarzucono w czasie produkcji). Uzbrojenie składało się albo z dwóch karabinów maszynowych kal. 7,62 mm, albo z jednego karabinu kal. 7,62 mm i jednego kal. 12,7 mm; dolne skrzydło miało zaczepy na cztery bomby o wadze 11 kg, a piąta mogła zostać zawieszona pod kadłubem.

## Historia operacyjna
Pierwszy lot prototypu F2B odbył się 3 listopada 1926 roku. US Navy zakupiła prototyp XF2B-1, który był w stanie osiągać 248 km/h. Marynarka była zadowolona z samolotu i zamówiła 32 F2B-1. Dodatkowo w celu ominięcia w czasie produkcji dużego spinnera z przodu, wersje produkcyjne miały zrównoważony ster. Dostawy rozpoczęły się 20 stycznia 1928 roku. Cześć samolotów została przydzielona do eskadry myśliwskiej VF-1B, a część do bombowej VF-2B. Obie jednostki operowały z lotniskowca USS „Saratoga”. Mimo że Navy nie zamówiła już więcej F2B, Boeing wyprodukował jeszcze dwa jako Model-69B i wysłał je do Brazylii i Japonii.

### Zespół demonstracyjny US Navy
W 1927 roku Lt. D.W. „Tommy” Tomlinson, dowódca VF-2B utworzył pierwszą morską grupę akrobatyczną. Ściągnięci z VF-2B z Naval Air Station North Island w San Diego piloci używali trzech myśliwców Boeing F2B-1. Po ich pierwszym nieoficjalnym występie w styczniu 1928 roku w San Francisco nadano im przydomek Suicide Trio (samobójcze trio), jednak oficjalnie zespół nazywał się Three Sea Hawks. Ich pierwszy publiczny występ jako oficjalny zespół reprezentujący marynarkę odbył się pomiędzy 8 a 16 września podczas tygodnia National Air Races na Mines Field (obecnie Los Angeles International Airport). Problemem było to, że podczas lotu odwróconego silnik Boeinga F2B gasł. Lt. Tomlinson zmodyfikował gaźnik tak, by można było przez krótki czas lecieć odwróconym. Pod koniec 1929 roku Three Sea Hawks rozwiązano, ze względu na przypisanie pilotów VF-2B do innych jednostek

## Warianty
XF2B-1
(Model 69) Jeden prototyp o numerze seryjnym A7385
F2B-1
(Model 69) Jednoosobowy dwuskrzydłowy myśliwiec dla US Navy, numery seryjne od A7424 do A7455
Model 69B
Dwa samoloty, ogólnie podobne do F2B-1, po jednym dla Brazylii i Japonii

## Użytkownicy
Stany Zjednoczone
- United States Navy

 Brazylia
- Aviação Naval Brasileira

 Japonia
- Japońskie Cesarskie Lotnictwo Morskie

## Dane techniczne
Dane z: The Complete Encyclopedia of World Aircraft
Charakterystyki ogólne
- Załoga: 1
- Długość: 6,98 m
- Rozpiętość: 9,17 m
- Wysokość: 2,81 m
- Powierzchnia skrzydeł: 22,57 m²
- Masa własna: 902 kg
- Maksymalna masa startowa: 1272 kg
- Napęd: 1 × silnik gwiazdowy Pratt & Whitney R-1340-8 Wasp o mocy 425 KM

Osiągi
- Prędkość maksymalna: 254 km/h
- Prędkość przelotowa: 212 km/h
- Zasięg: 507 km
- Pułap praktyczny: 6555 m
- Prędkość wznoszenia: 9,6 m/s

Uzbrojenie
- 1 × karabin maszynowy Browning M2 kal. 12,7 mm, 1 × karabin maszynowy Browning M1919 kal. 7,62 mm lub 2 × karabin maszynowy Browning M1919 kal. 7,62 mm
- 5 × 11 kg bomb pod kadłubem i dolnymi skrzydłami